# أسا أميس
أسا أميس (بالإنجليزية: Asa Ames)‏ هو نحات أمريكي، ولد في 28 ديسمبر 1823 في إيفانس في الولايات المتحدة، وتوفي في 4 أغسطس 1851 في نيويورك في الولايات المتحدة.